# 浅野三千三
浅野 三千三（あさの みちぞう、1894年（明治27年）9月18日 - 1948年（昭和23年）4月17日）は、日本の薬学者、化学者である。

## 経歴・人物
千葉県の生まれ。東京帝国大学（現在の東京大学）に入学し、同大学の教授だった朝比奈泰彦に師事し薬学の研究に携わった。卒業後は金沢医科大学（現在の金沢大学医学部）の薬学専攻の教授となり、後に薬学の研究及び留学のためドイツに移住し、フライブルク大学に入り同大学の教授だったハインリッヒ・ヴィーラントから学ぶ。帰国後は主に生化学の研究について学び、1938年（昭和13年）に母校の帝大の伝染病研究所における化学部長及び教授となった。
その後は薬学博士を取得し、結核菌等の感染症の化学療法剤や脂肪酸の合成及び5型の分離、ベンゾキノン等の植物色素、地衣成分等の多くの研究に携わり、特にジフテリア菌の脂肪酸やピルビン酸系地の色素の研究に関してはこの業績により後に受賞している。1944年（昭和19年）には同大学の薬学専攻の教授に就任するが、4年後の1948年に過労により死去した。

## 受賞歴
- 帝国学士院賞 - 1936年（昭和11年）受賞[2][3]。
- 日本薬学会学術賞 - 1949年（昭和24年）受賞[2]、死去後に贈呈[2]。

## 著書
- 『基礎実験化学』